# Peleg Tallman
Peleg Tallman (* 24. Juli 1764 in Tiverton, Colony of Rhode Island and Providence Plantations; † 12. März 1840 in Bath, Maine) war ein US-amerikanischer Politiker. Zwischen 1811 und 1813 vertrat er den Bundesstaat Massachusetts im US-Repräsentantenhaus.

## Werdegang
Peleg Tallman besuchte die öffentlichen Schulen seiner Heimat. Trotz seiner Jugend nahm er an der Endphase des Unabhängigkeitskrieges teil. Im Jahr 1780 verlor er bei einem Gefecht einen Arm. Zwischen 1781 und 1783 war er in England und Irland in britischer Kriegsgefangenschaft. Nach dem Krieg wurde er in Bath im damaligen Maine-Distrikt des Staates Massachusetts im Handel tätig. Politisch wurde er Mitglied der Ende der 1790er Jahre von Thomas Jefferson gegründeten Demokratisch-Republikanischen Partei.
Bei den Kongresswahlen des Jahres 1810 wurde Tallman im 16. Wahlbezirk von Massachusetts in das US-Repräsentantenhaus in Washington, D.C. gewählt, wo er am 4. März 1811 die Nachfolge von Orchard Cook antrat. Da er im Jahr 1812 auf eine erneute Kandidatur verzichtete, konnte er bis zum 3. März 1813 nur eine Legislaturperiode im Kongress absolvieren. In diese Zeit fiel der Beginn des Britisch-Amerikanischen Krieges von 1812.
Zwischen 1802 und 1840 war Peleg Tallman Vorstandsmitglied (Overseer) des Bowdoin College. In den Jahren 1821 und 1822 gehörte er dem Senat des im Jahr 1820 entstandenen neuen Bundesstaates Maine an. 
Peleg Tallman war mit Eleanor Clarke (1774–1857) verheiratet. Sie hatten 10 Kinder, zu den überlebenden gehörte der spätere Maine Attorney General Henry Tallmann. Peleg Tallman starb am 12. März 1840 in Bath. Sein Grab befindet sich auf dem Forest Hills Cemetery and Crematory.